# Hatch End
Hatch End is een wijk in het Londense bestuurlijke gebied Harrow, in de regio Groot-Londen.

## Geboren
- Richard Wright (1943-2008), popmuzikant (Pink Floyd)